# او اون-سوک
او اون-سوک (انگلیسی: Oh Eun-seok؛ زادهٔ ۲ آوریل ۱۹۸۳) شمشیرباز اهل کره جنوبی است.
وی در مسابقات کشوری و بین‌المللی در مجموع برندهٔ ۲ مدال طلا، ۵ مدال نقره، ۳ مدال برنز شده‌است.